# Ulica ks. Piotra Skargi we Wrocławiu
Ulica Piotra Skargi (niem. Taschenstraße, tj. ulica Sakwowa, wcześniej w 1380 Taschin-Bergische Gasse – zaułek Górki Sakwowej, oraz w 1397 Taschengasse – zaułek Sakwowy) – we Wrocławiu jedna z ulic przebiegających południkowo (z północy na południe), łącząca ulicę Oławską z Podwalem. Przecina Fosę Miejską (mostem Piotra Skargi) przy wzgórzu z dawnym Bastionem Sakwowym (Taschenbastion, po rozbiórce murów miejskich Liebichs Höhe, obecnie Wzgórze Partyzantów); przedłużeniem tej ulicy w kierunku południowym jest ulica Kołłątaja, prowadząca do ulicy Piłsudskiego przy Dworcu Głównym. Od 1945 roku patronem ulicy jest jezuita na dworze króla Zygmunta III Wazy, Piotr Skarga.
W wieku XIII ulica zabudowana była stosunkowo luźno drewnianymi domami, mieszkali tu partacze-kapelusznicy. Od XIV do XVII wieku w linii murów miejskich, na osi ulicy, znajdowała się Brama Sakwowa; miał tu tradycyjnie swoje mieszkanie kat miasta Wrocławia (dziś w tym miejscu, przy ul. Nowej 11, jest – po bombardowaniach znajdującego się w 1945 w podziemiach dawnego Bastionu Sakwowego dowództwa obrony Festung Breslau – pusty plac).
Do końca XX wieku przy ulicy Piotra Skargi mieściła się drukarnia Prasowych Zakładów Graficznych, przed 1989 we władaniu RSW „Prasa-Książka-Ruch”, a przed 1945 – drukarnia miejska wydająca gazetę Breslauer Neueste Nachrichten. Drukarnia została przeniesiona w inną część miasta w roku 2002, a jej dawne budynki zburzono; trwa przygotowanie tego miejsca pod budowę apartamentowca. Przy ulicy Piotra Skargi 29/31 znajduje się IX Liceum Ogólnokształcące, pod numerem 23 mieści się Liceum Plastyczne, a pod numerem 7 – konsulat Republiki Bułgarii

## Linki zewnętrzne

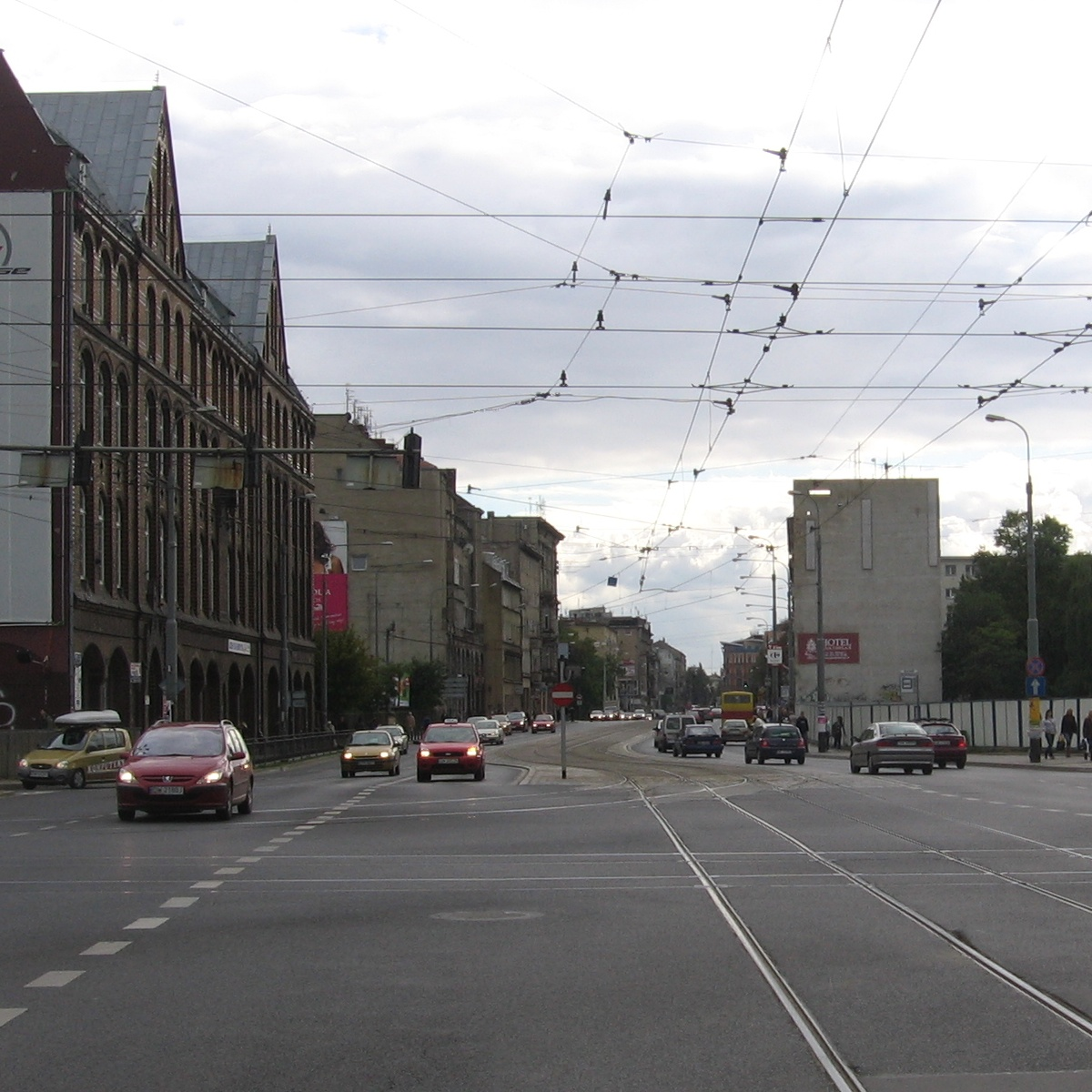
widok z ul. Oławskiej w kierunku południowym, po prawej ogrodzony parkanem plac, gdzie mieściła się drukarnia prasowa, po lewej ceglany budynek IX Liceum Ogólnokształcącego